# Pozdrowienie Anielskie (Zwiastowanie Najświętszej Maryi Panny)
Pozdrowienie Anielskie – grupa rzeźb Wita Stwosza znajdująca się w kościele św. Wawrzyńca w Norymberdze.

## Historia dzieła
Rajca Norymbergi – Antoni Tücher zaznajomiony z twórczością Wita Stwosza zamówił u artysty wykonanie rzeźb do kościoła św. Wawrzyńca – jednej z najważniejszych świątyń miasta. Oprócz tej kompozycji rajca zamówił: wielki świecznik wykonany z brązu, ozdobiony figurą Marii oraz koronę, która wieńczyła cała kompozycję, z zasłoną okrywająca w dni powszednie rzeźby. Dzieło zostało poświęcone w 1517 roku i zawieszone w prezbiterium kościoła św. Wawrzyńca. W 1806 roku zostało zdjęte i usunięte z kościoła, po wojnach napoleońskich zawieszono je ponownie, ale w 1817 roku rzeźby spadły na posadzkę i zostały znacznie uszkodzone. W latach 1825–1826 złożono rzeźby (część się nie zachowała do dziś, kilka oddano do muzeum, na ich miejsce wyrzeźbiono nowe, rzeźby otrzymały nową polichromię). Rzeźby były kilkakrotnie odnawiane w XX wieku, w 1971 roku przywrócono kompozycji pierwotny wygląd.

## Opis i analiza
Wykonana z drzewa lipowego kompozycja rzeźbiarska jest zawieszona pośrodku prezbiterium kościoła, należy do przykładów norymberskiej twórczości Wita Stwosza.
Główna scena, którą stanowią wielkie ponadnaturalnej wielkości rzeźby Archanioła Gabriela i Marii stojących na skale, którą trzyma anioł, jest wpisana w owalny wieniec róż, wzbogaconych pięcioma medalionami, z płaskorzeźbionymi scenami Bożego Narodzenia, Ofiarowania Jezusa, Zmartwychwstania Pańskiego, Wniebowstąpienia Chrystusa i Zesłania Ducha Świętego. Każdy odcinek składa się z 8 róż – paciorków. Ponadto z główną kompozycją są zintegrowane liczne mniejsze rzeźby – muzykujące aniołki, po bokach zwisają sznurki z paciorkami, całość zwieńczają kolejne aniołki i 2 medaliony ze scenami Zaśnięcia Najświętszej Maryi Panny oraz Koronacji Marii. Na samym wierzchołku ukazany jest Bóg Ojciec w stroju koronacyjnym. Dworskie stroje mają także Archanioł, który dzierży w ręku berło i Maria, odziana we wzorzystą suknię.
O ile przedstawienia Zwiastowania mają w sztuce wieków średnich długa tradycję, to typ ikonograficzny, jaki reprezentuje dzieło Stwosza jest bezprecedensowe. Stanowi syntezę tradycyjnej ikonografii Zwiastowania i gotyckich posągów Marii w promieniach. Z przykładów pierwszego z wymienionych typów dla dzieła stwoszowskiego najbliższymi są rzeźbione sceny umieszczane przy filarach kościelnych, mające miejsce np. na terenie Niderlandów, zaś posągi Marii w promieniach o różnych formach to powszechna kompozycja w XV wieku na terenie Europie Środkowej, jedną z lepszych analogii jest Piękna Madonna z kościoła Najświętszej Maryi Panny w Gdańsku. Bezpośrednim wpływem na kształt rzeźb Stwosza jest średniowieczna tradycja Różańca Świętego, od XV wieku rozpowszechniona z podaniem tradycji o przekazaniu Różańca Świętemu Dominikowi przez Matkę Bożą.
Monumentalne, pełnoplastyczne rzeźby głównej sceny są lekko zwrócone ku sobie, cechuje je recepcja gotyckiej rzeźby architektonicznej.

## Datowanie
Dokument kontraktu Antoniego II Tuchera pochodzi z maja 1515 roku. Poświęcenie figur nastąpiło w roku 1517.